# Hans-Dieter Ellenbeck

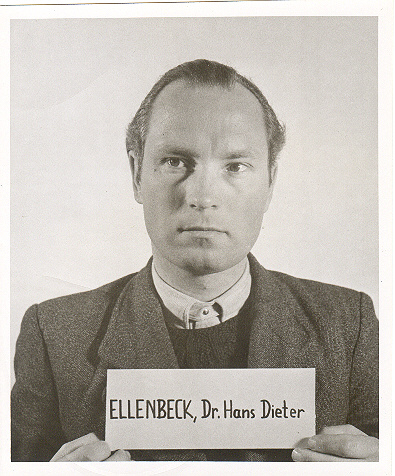
Hans Dieter Ellenbeck, wahrscheinlich als Zeuge, während der Nürnberger Prozesse.

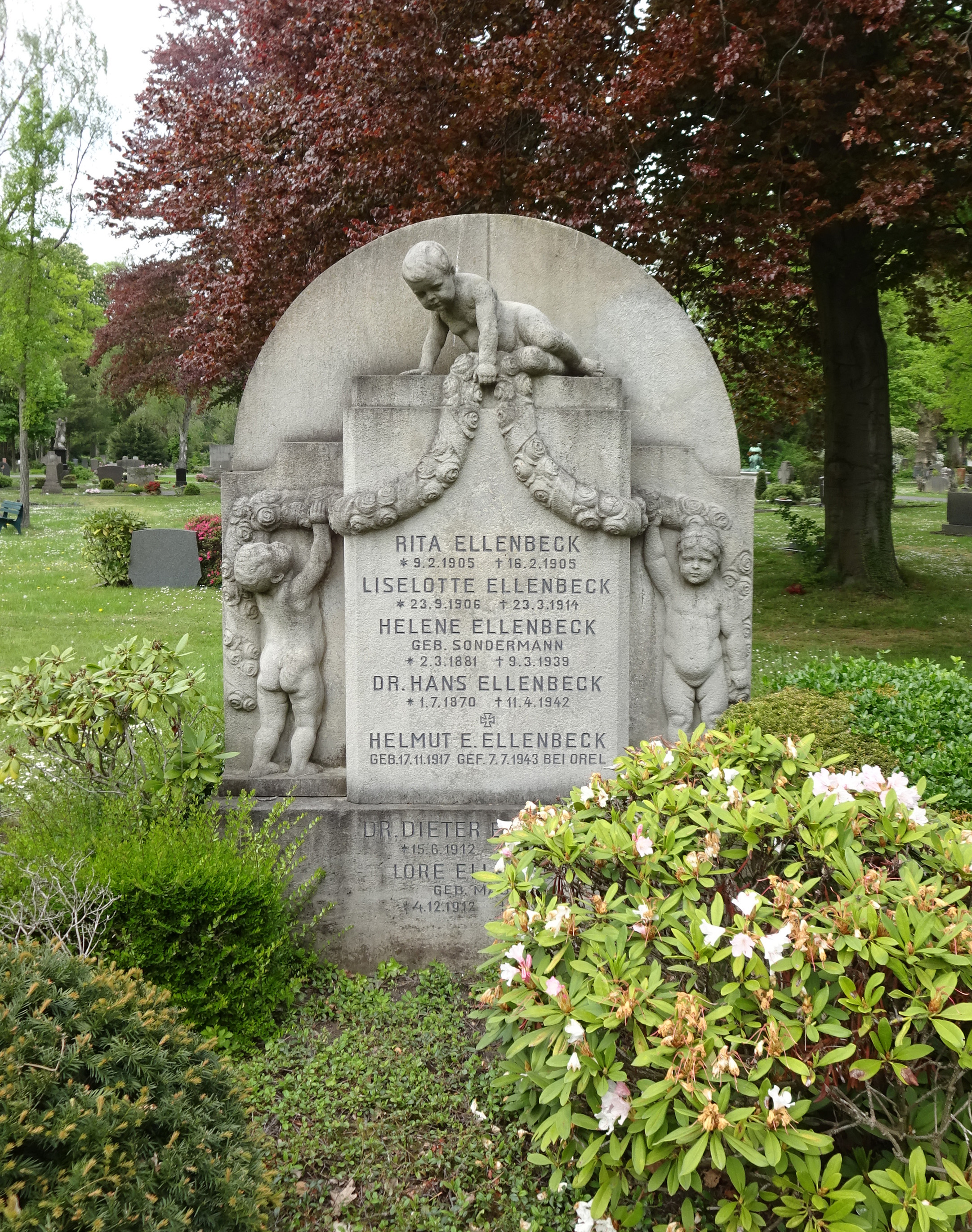
Grabstätte Arztfamilie Ellenbeck (2019)

Hans Dieter Ellenbeck (* 15. Juni 1912 in Düsseldorf; † 15. März 1992 in Unterseen) war ein deutscher Mediziner und SS-Führer.

## Leben
Ellenbeck war der Sohn des Arztes Hans Ellenbeck (1870–1942) und der Helene (1881–1939), eine geborene Sondermann. In seiner Jugend besuchte er drei Jahre lang eine Vorschule und das humanistische Gymnasium der Hindenburgschule in Düsseldorf, wo er am 5. März 1930 die Reifeprüfung bestand. 
Anschließend begann Ellenbeck – „um den Beruf meines Vaters zu ergreifen“ – in Freiburg im Breisgau mit dem Studium der Medizin. Im Wintersemester 1930/1931 setzte er dieses an der Universität Köln fort, um dann für drei Semester bis zum Medizinischen Vorexamen nach Bonn zu wechseln, wo er am 28. Juli 1932 die Vorprüfung bestand. Das erste klinische Semester verbrachte Ellenbeck im Winter 1932/1933 an der Universität Innsbruck. Im Sommer 1933 studierte er dann an der Medizinischen Akademie in Düsseldorf, um im Wintersemester 1933/1934 erneut in Innsbruck zu absolvieren. Vom Sommersemester 1934 bis zum Sommersemester 1935 studiert er dann noch drei Semester (9. bis 11. Semester) an der Medizinischen Akademie in Düsseldorf, wo er am 29. November 1935 das Medizinische Staatsexamen bestand. Dort legte er 1936 unter Aufsicht von Randerath auch seine Dissertation vor.
Ellenbeck schloss sich zum 1. April 1933 der NSDAP an (Mitgliedsnummer 1.777.346). Zum 1. Juni 1933 trat er der SS bei (SS-Nummer 204.652), zum 1. Oktober 1939 wurde er zum SS-Untersturmführer befördert. Während des Zweiten Weltkrieges wurde Ellenbeck im SS-Führungshauptamt Berlin-Lichterfelde eingesetzt. Dort war er bei der Abteilung Amt XVI (Blutkonservierung) der Amtsgruppe D beschäftigt. Ab 1944 führte Ellenbeck im KZ Buchenwald Versuchsreihen zur „experimentellen Ernährungsphysiologie“ durch und ließ sowohl in Buchenwald als auch im KZ Sachsenhausen kranken Häftlingen für das SS-Lazarett in Berlin Blut abnehmen. Zum 21. Juni 1944 wurde er zum SS-Sturmbannführer befördert.
Bei Kriegsende geriet Ellenbeck in alliierte Gefangenschaft. In den folgenden Jahren wurde er unter anderem als Zeuge bei den Nürnberger Prozessen verwendet.
Nach seiner Freilassung ließ er sich als Internist in Hilden nieder und war Mitglied der Deutschen Gesellschaft für Innere Medizin. Sein Grab befindet sich auf dem Nordfriedhof Düsseldorf.

## Schriften
- Die Nierenerkrankung bei Bence-Jones'scher Porteinurie, eine vierte Brightsche Krankheitsgruppe?, 1936. (Dissertation)